# محوطه فیروزآباد ۴
محوطه فیروزآباد ۴ مربوط به دوره اشکانیان است و در شهرستان خاش، بخش نوک آباد، دهستان نوک آباد، ۳/۵ کیلومتری جنوب شرق روستای فیروزآباد واقع شده و این اثر در تاریخ ۱۲ دی ۱۳۸۶ با شمارهٔ ثبت ۲۰۳۵۱ به‌عنوان یکی از آثار ملی ایران به ثبت رسیده است.